# Allison Scurich
Allison Lee Scurich (Mission Viejo, California, Estados Unidos, 7 de junio de 1986) es una exfutbolista croata.
En la NCAA jugó en las Washington State Cougars (2004-07). Después pasó por el West Coast FC de la WPSL (2008) y el Los Angeles Sol (2009).
Para la temporada 09-10 fichó por el TSV Crailsheim, de la 2ª división alemana. Sin opciones de jugar en la selección de Estados Unidos, debutó con Croacia en 2011.
En 2012 pasó al SC Sand, con el que ascendió a la Bundesliga. En 2015 dio el salto al Turbine Potsdam.